# Talickij Czamłyk
Talickij Czamłyk (ros. Талицкий Чамлык) – wieś (sieło) w Rosji, w obwodzie lipieckim, w rejonie dobrińskim. W 2010 liczyła 2069 mieszkańców.